# Hans-Helmuth Knütter
Hans-Helmuth Knütter (* 9. Mai 1934 in Stralsund) ist ein deutscher Politikwissenschaftler und Autor. Er war von 1972 bis 1997 Professor und ab 1993 geschäftsführender Direktor des Seminars für Politische Wissenschaft an der Rheinischen Friedrich-Wilhelms-Universität Bonn. Außerdem war er bis Mitte der 1990er Jahre als Extremismusexperte für die Bundeszentrale für politische Bildung und das Bundesministerium des Innern tätig.
In seinen aktiven Jahren im Wissenschaftsbetrieb durchlief der Christdemokrat Knütter eine Wandlung von konservativ nach neurechts. Er publiziert seit den 1990er Jahren in rechten Verlagen und Medien, wie etwa der Wochenzeitung Junge Freiheit, und wirkt als Referent bei Veranstaltungen am rechten Rand des politischen Spektrums. Er vertritt wissenschaftlich umstrittene Thesen und ist durch seine „Anti-Antifa-Kampagnen“ weitestgehend isoliert. Verschiedenen Beobachtern gilt er darüber hinaus als ein „Vordenker“ der neuen bzw. extremen Rechten.

## Leben

### Herkunft und Akademischer Werdegang

#### Pommersche Herkunft und Geschichtsstudium in Berlin
Knütter wurde 1934 als Sohn des langjährigen Bürgervereinsvorsitzenden (bis 1932) und promovierten Apothekers Rudolph Knütter im pommerischen Stralsund geboren. Laut eigenen Angaben verließ Hans-Helmuth Knütter 1950 als politischer Flüchtling die DDR. Nach dem Abitur 1954 studierte er von 1954 bis 1959 Geschichte, Soziologie und Politische Wissenschaft an der Freien Universität Berlin.

#### Wissenschaftliche Assistenz am Bonner Seminar
Zum Sommersemester 1959 wurde er vom Demokratie- und Totalitarismusforscher Karl Dietrich Bracher, den er bereits aus Berlin kannte, als erster und zunächst einziger wissenschaftlicher Assistent eingestellt. Er sollte helfen, das 1959 von Bracher gegründete Bonner Seminar für Politische Wissenschaft aufzubauen. Er fungierte zunächst als eine Art Geschäftsführer der Einrichtung. In seinen Aufgabenbereich fielen u. a. der Aufbau der Seminarbibliothek und die Einstellung wissenschaftlicher Hilfskräfte.
Im November 1959 stellte er das Manuskript fertig und 1960 wurde er an der Philosophischen Fakultät als erster Schüler Brachers mit der Dissertation Das Bild des Nationalsozialismus in der Publizistik der radikalen Rechten nach 1945. Eine Studie zum Problem der Kontinuität und Anpassung politischer Ideen zum Dr. phil. promoviert.
Mitte der 1960er Jahre führte er für das Deutsche Studentenwerk empirische Studien zu Bonner Studentenwohnheimen durch und war in diesem Rahmen Tutor des aus der Industrie kommenden Honorarprofessors Ulrich Haberland. 1967 wurde er zum Akademischen Rat und 1971 zum Akademischen Oberrat ernannt.
1961 begann Knütter mit den Arbeiten an seiner Habilitation. Nach neun Jahren erfolgte im Wintersemester 1970/1971 seine Habilitation an der Philosophischen Fakultät mit der Schrift Die Juden und die deutsche Linke in der Weimarer Republik 1918–1933, die 1971 in den von den Professoren Karl Dietrich Bracher und Hans-Adolf Jacobsen, der Zweitgutachter der Arbeit war, herausgegebenen Bonner Schriften zur Politik und Zeitgeschichte veröffentlicht wurde.

#### Professur für Politische Wissenschaft
Nach der Habilitation wurde ihm die Privatdozentur und damit die Venia Legendi für die Wissenschaft von der Politik verliehen. Während Brachers Gastprofessur in Oxford (1971) vertrat er dessen Lehrstuhl für Wissenschaft von der Politik und Zeitgeschichte. Knütters Berufung 1972 als außerordentlicher Professor (C-3) für Politische Wissenschaft an der Rheinischen Friedrich-Wilhelms-Universität Bonn war wegen seiner konservativen Weltanschauung von zahlreichen Studentenprotesten begleitet. 1991 wirkte er als Gastdozent an der Ernst-Moritz-Arndt-Universität Greifswald; 1992 legte er ein Forschungssemester ein. Ab 1993 war er als geschäftsführender Direktor und Vorstandsmitglied (zuletzt als stellvertretender Geschäftsführer) des Seminars für Politische Wissenschaft der Universität Bonn tätig. 1997 wurde er emeritiert. Seine wissenschaftlichen Schwerpunkte waren Zeitgeschichte, politische Bildung und Extremismusforschung; die Vorlesungen handelten vor allem von Demokratie und Parlamentarismus.
Knütter betreute, auch noch nach seiner Emeritierung, mehrere Doktoranden. Er war langjähriger Vertrauensdozent der CDU-nahen Konrad-Adenauer-Stiftung (KAS). Zu seinen Schülern gehörten u. a. Rüdiger May (1975), Günther Rüther (1979), Norbert Jacobs (1992), Christiane Florin (1996), Claus Wolfschlag (2001) und Lars Normann (2008).
Knütter lebt heute in Bornheim im Süden Nordrhein-Westfalens, ist verheiratet und hat zwei Kinder.

### Politische und publizistische Tätigkeit

#### Politisches Engagement
Als Reaktion auf die allgemeine Westdeutsche Studentenbewegung der 1960er Jahre und deren Erscheinungen in Bonn gründete Assistent Knütter gemeinsam mit Gerd Langguth, damals Student, die „Aktion Demokratische Mitte“ (ADM), einen Zusammenschluss von konservativen Studentengruppen, Korporierten und dem RCDS.
1970 trat er dem Bund Freiheit der Wissenschaft (BFW) bei, für den er als Experte für politischen Extremismus tätig wurde. Der BFW nahm vor allem Stellung zur Bildungspolitik und entwickelte ein konservatives Profil. In einer hochpolitischen Zeit der 1970er Jahre lehnte Knütter die durch den hessischen Kultusminister Ludwig von Friedeburg (SPD) initiierte Rahmenrichtlinien für Gesellschaftslehre (1972) ab, die Teil der Auseinandersetzung um die Schulpolitik waren. Knütter trat der CDU Nordrhein-Westfalen bei und wurde ehrenamtliches Vorstandsmitglied des Ortsverbandes Rösberg der CDU Bornheim.
Knütter war zudem Anfang der 1980er Jahre gemeinsam mit Peter Eisenmann, Klaus Hornung und Werner Münch Mitglied des wissenschaftlichen Beirats der konservativ ausgerichteten Vierteljahresschrift Gesellschaft-analysiert.

#### Politische Bildung und Extremismusforschung für den Staat
Ab den 1960er Jahren publizierte er über die Themen Rechtsextremismus und Nationalsozialismus als Autor eigener Werke und in diversen (Fach-)Zeitschriften. Von 1985 bis 1989 war er Mitglied des Wissenschaftlichen Beirates der Bundeszentrale für politische Bildung (bpb). Danach war er bis Mitte der 1990er Jahre als Referent mit den Schwerpunkten Rechtsextremismus und Nationalsozialismus für die bpb und das Bundesministerium des Innern (BMI) tätig. Im Rahmen seines Aufgabenbereichs arbeitete er mit dem Referat Innere Sicherheit des BMI zusammen und war Gastdozent an der Schule für Verfassungsschutz (SfV) in Swisttal-Heimerzheim bei Bonn. Knütter verfasste u. a. Beiträge für die Texte zur inneren Sicherheit des BMI (von 1989 bis 1993) und die Schriftenreihe der Bundeszentrale für politische Bildung sowie die Wochenzeitung Das Parlament mit der Beilage Aus Politik und Zeitgeschichte (APuZ). Ferner war er Autor und bis 1996 Mitglied im Wissenschaftlichen Beirat des durch die Politikwissenschaftler und Extremismusforscher Eckhard Jesse und Uwe Backes herausgegebenen Periodikums Jahrbuch Extremismus & Demokratie (E & D), das sich insbesondere mit den Themenfeldern Extremismus und Totalitarismus inhaltlich auseinandersetzt. Die damalige Bundesregierung stellte 1997 fest: „Dr. Knütter hat sich durch seine wissenschaftliche Qualifikation und seine Sachkenntnisse, insbesondere zum Antitotalitarismus, ausgewiesen“.

#### Kontroverse um den „Ost-West-Arbeitskreis“
1991 geriet Knütter in die öffentliche Kritik, weil ein von ihm gegründeter und als Vertrauensdozent betreuter studentischer „Ost-West-Arbeitskreis“ im offiziellen Rahmen des Studium Universale der Universität Bonn drei Veranstaltungen durchführte, die erste mit dem extrem rechten Publizisten Hans-Dietrich Sander, die zweite mit dem Geschichtsrevisionisten und Holocaustleugner David Irving und die dritte mit dem rechtsextremen Liedermacher Frank Rennicke, Mitglied der Wiking-Jugend. In einem Interview mit Radio Bonn/Rhein-Sieg, das im September 1992 ausgestrahlt wurde, distanzierte sich Knütter von den Veranstaltungen mit Irving und Rennicke. Eine Auseinandersetzung mit rechten und rechtsextremen Positionen an der Universität, so Knütter, sei notwendig. Irving sei im Übrigen „kein primitiver Propagandist und habe durchaus wissenschaftlich relevante und historische Schriften veröffentlicht. Er sei allerdings damals über die Veranstaltung nicht informiert gewesen und mißbillige deren Kundgebungscharakter.“ Laut dem antifaschistischen Publizisten Wolfgang Purtscheller war das Anliegen des Arbeitskreises „politische Bildung“ für die neonazistischen Mitglieder des mittlerweile verbotenen Vereins Freiheitliche Deutsche Arbeiterpartei (FAP) und der Initiative Gesamtdeutschland (IG).

#### Offener Brief gegen Knütter an die Universitätsleitung
Aussagen Knütters in seinem Buch Deutschfeindlichkeit (1991) und in einer in der Konrad-Adenauer-Stiftung herausgegebenen Publikation Wanderungsbewegungen – ein Faktum, multikulturelle Gesellschaften – eine Fiktion (1993) waren der Anlass für einen an den amtierenden Rektor der Universität Bonn Max Georg Huber gerichteten offenen Brief, der am 15. Juli 1993 in der Frankfurter Rundschau (FR) erschien. Dort warfen unter anderem der ehemalige Bonner Polizeipräsident Michael Kniesel, der Sprachwissenschaftler, Rassismusforscher und Leiter des Duisburger Instituts für Sprach- und Sozialforschung (DISS) Siegfried Jäger, das Ratsmitglied der Bonner SPD-Fraktion Bernhard von Grünberg, mit Roland Appel der Kreisverband und die Ratsfraktion der Grünen, der FR-Journalist Helmut Lölhöffel und der Kreisvorsitzende des DGB Bonn Gottfried Schmitz vor, Knütter verbreite rechtsradikales Gedankengut und mache Rechtsextremisten an der Universität Bonn salonfähig: Knütter ziehe in seiner Publikation einen Vergleich zwischen den heutigen Flüchtlingsbewegungen in die europäischen Staaten und der Situation des Römischen Reiches. Er fordere die „Abwehr der Zuwanderung“ und „eine Distanz zwischen den Volksgruppen“. Außerdem kritisiere er die „pseudo-humanitäre Grundstimmung“ in der Gesellschaft. Knütter wies die Vorwürfe in einem Brief an den Bonner General-Anzeiger von sich, indem er auf seine lange 30-jährige Extremismusforschung verwies, „mit dem Ziel, die freiheitliche demokratische Grundordnung zu stützen“, und erklärte: „Ich erstrebe also das genaue Gegenteil der unterstellten Absicht“. Der Universitätsrektor Huber verwies auf die Freiheit der Lehre.
Der Grünen-Landtagsabgeordnete von Nordrhein-Westfalen Roland Appel erkundigte sich 1993 im Rahmen einer Kleinen Anfrage im Landtag Nordrhein-Westfalen über die Konsequenzen der Landesregierung im Fall Knütter. Das Ministerium für Wissenschaft und Forschung des Landes Nordrhein-Westfalen antwortete: „Die Thesen und Publikationen von Professor Knütter halten sich noch in den Grenzen des Freiraums, den Wissenschaftsfreiheit jedem Träger dieses Grundrechts einräumt“. Gleichzeitig betonte man: „Das bedeutet nicht, daß die Landesregierung sich mit den von Professor Knütter vertretenen Auffassungen identifiziert.“

#### Kontroverse um die Absage des „Signals gegen Rechts“
1994 sagte Konrad Schacht, Direktor der Hessischen Landeszentrale für politische Bildung (HLZ), nach Protesten Knütters und Franz Josef Jungs, Parlamentarischer Geschäftsführer der CDU-Fraktion im Hessischen Landtag, die Tagung „Signal gegen Rechts“ ab. Die Veranstaltung sollte neben Wissenschaftlern auch Vertretern von Antifa-Gruppen ein Podium geben. Knütter führte aus: „wer versucht, Hitler mit Stalin und Stalin mit Hitler zu bekämpfen, schadet der Demokratie“; die Antifa bezeichnete er als „selbsternannte Gesinnungspolizei“. Knütter kritisierte die vermeintliche Linkslastigkeit der anderen Referenten (Horst-Eberhard Richter, Arno Klönne und Hans-Gerd Jaschke); er wollte nicht der „einzige Konzessionsschulze“ sein, um „Objektivität vorzutäuschen“. Außerdem sah er im Programmheft einen „Aufruf zur Gewalt“. Der SPD-Landtagsabgeordnete Kurt Weidmann warf Knütter daraufhin vor, dass er, auch aufgrund der These „Republikaner seien keine rechtsextreme Partei“, schließlich „immer mehr in die ganz rechte Ecke“ abdrifte.

#### Umgang internationaler und bundesweiter Medien mit Knütters Aktivitäten
Unter der Überschrift Intellectual Extremism thematisierte 1994 das Simon Wiesenthal Center in der hauseigenen Zeitschrift Response rassistisches Gedankengut an deutschen Universitäten. Insbesondere einige von Knütters Äußerungen in der Lifestyle-Zeitschrift Tempo wurden in diesem Zusammenhang kritisiert.
1995 sprach Ulrich Wickert in der Anmoderation in den Tagesthemen der ARD von „ultrarechten bundesdeutschen Professoren“ wie Professor Knütter. Der CDU-Bundestagsabgeordnete Wilfried Böhm, Vorstandsvorsitzender der Deutschland-Stiftung, und Stefan Fritz, stellvertretender Bundesvorsitzender und Bundesschatzmeister des Rings Christlich-Demokratischer Studenten (RCDS), kritisierten die Ausstrahlung scharf. Es war u. a. von „antifaschistische Märchenstunde“ und „wegen seiner konservativen Haltung von den linken Medien bekämpft“ die Rede.
Im Januar 1996 berichtete der investigative Journalist Oliver Schröm im Wochenmagazin Stern über Rechte Professoren. Der Autor zitierte Knütter u. a. von einer Veranstaltung beim Studienzentrum Weikersheim mit: „Ich erwarte, daß das, was ich hier sage, im Kampf gegen den Antifaschismus umgesetzt wird!“

#### „Anti-Antifa-Kampagne“ gegen Rechtsextremismusexperten
Knütter initiierte 1996 eine „Anti-Antifa-Kampagne“ gegen den Rechtsextremismusforscher Anton Maegerle (Pseudonym). Den Anfang machten zwei zeitgleiche Publikationen: am 5. Juli 1996 die Veröffentlichung des Realnamens von Maegerle, der selbst Sozialdemokrat ist und für die Friedrich-Ebert-Stiftung referiert, und die Diffamierung seiner Person als „Linksextremisten“ durch Knütter in der Jungen Freiheit. Drei Tage vorher, am 2. Juli 1996, erfolgte die gleiche „Enttarnung“ in einer Publikation von Alfred Mechtersheimer.
Im gleichen Jahr zogen weitere rechtskonservative bzw. rechtsextreme Medien nach: unter anderem DeutschlandBrief, Ostpreußenblatt, Transparenz in den Medien, DESG-inform und Deutsche Stimme. Aufgrund der Kampagne aus dem Umfeld Knütters sah sich Maegerle einer Bedrohung durch Rechtsextremisten ausgesetzt. Wie Susanne Conrad und Werner Frey feststellen, rühmte sich Knütter damit, Maegerle „geoutet“ zu haben.

#### Impulsgeber für die Anti-Antifa
1997 hielten ihm Anton Maegerle und Martin Dietzsch vom Duisburger Institut für Sprach- und Sozialforschung (DISS) in einem Beitrag in der Zeitschrift Tribüne vor, ein „führender Kopf der intellektuellen Anti-Antifa“ zu sein. Im von Thomas Grumke und Bernd Wagner herausgegebenen Handbuch Rechtsradikalismus wurde Knütter durch Maegerle zu „der akademischen Variante der Anti-Antifa“ gezählt. Laut dem Autorenpaar Markus Möhr und Hartmut Rübner hätte der „völkisch gesinnte Emeritus“ als ständiger Mitarbeiter der Jungen Freiheit sein eigenes Konzept einer Anti-Antifa entworfen, das „er später auch als Herausgeber von verschiedenen Sammelbänden propagierte und für die er eine ‚Kampftruppe‘ aus einschlägig bekannter Personen aus dem neurechten und nationalkonservativen Schnittstellenbereich einspannte“.

#### Berichterstattung in Politsendungen und kleine Anfrage im Bundestag
1996 strahlte der Südwestfunk im Format Report Baden-Baden (28. Oktober 1996) einen Bericht der Journalisten Thomas Leif und Stefan Rocker über die rechten Aktivitäten von Knütter aus. Daraufhin sagte die Konrad-Adenauer-Stiftung eine anberaumte durch Knütter zu leitende Diskussionsrunde zum Thema Linksextremismus ab. Der CDU/CSU-nahe Freie Deutsche Autorenverband – Schutzverband deutscher Schriftsteller (FDA) solidarisierte sich mit Knütter in der Jungen Freiheit (15. November 1996), kritisierte die KAS und „fordert[e] die Stiftungsleitung auf, diese Entscheidung rückgängig zu machen und ein dringend geboten erscheinendes ,Linksextremismus-Seminar' unter der wissenschaftlichen Leitung von Professor Helmuth Knütter dennoch und gerade jetzt zu ermöglichen“.
1997 beantwortete die Bundesregierung eine Kleine Anfrage der Bundestagsabgeordneten Ulla Jelpke und der Gruppe der PDS, die sich über „Prof. Hans-Helmuth Knütter und seine Kontakte zu rechtsextremen Kreisen“ erkundigten.
Im Juni 2002 erschien im NDR-Format Panorama der Beitrag Vertuschen und verdrängen – Rechtsradikale in der CDU von Anton Maegerle, Ariane Reimers und Volker Steinhoff, worin die Aktivitäten von Knütter für die Gesellschaft für freie Publizistik aus dem Jahr 2001 dargestellt wurden. Der von Panorama konfrontierte CDU-Generalsekretär Laurenz Meyer kommentierte: „Ich kenne den überhaupt nicht, der Name ist mir völlig unbekannt. Also, so wichtig scheint der wirklich nicht zu sein.“ Im Dezember 2002 wurde der hessische Ministerpräsident Roland Koch (CDU) in der Panorama-Reportage von Ariane Reimers und Volker Steinhoff Tabubruch mit Vorsatz – Die Inszenierungen des Roland Koch zu seinem Vorwort in einem Sammelband, in dem auch Autoren wie Knütter Aufsätze schrieben, interviewt. Koch rechtfertigte sich auf Nachfrage mit: „Ich teile nicht alles, was in dem Buch steht, aber ich glaube, dass die Diskussion sinnvoll ist.“ Knütters Verbindung in rechte Kreise wurden erneut im November 2003 (Panorama-Reportage von Ariane Reimers und Volker Steinhoff) unter dem Thema Heuchelei um Hohmann – Weitere Rechtsradikale in der CDU aufgezeigt.

#### Politisch rechte Initiativen und Appelle
Knütter unterzeichnete 1994 gemeinsam mit 150 Wissenschaftlern, Journalisten und Politikerin den in der Frankfurter Allgemeinen Zeitung (FAZ) erschienenen „Berliner Appell“. Die Unterzeichner wandten sich vor allem gegen die „Verharmlosung und Schönfärberei der SED-Diktatur“ und die „Hexenjagd auf Konservative und demokratische Rechte“ unter dem vermeintlichen Argument des „Antifaschismus“. Er war dann 1997 gemeinsam mit Persönlichkeiten wie Martin Hohmann und Karlheinz Weißmann Mitbegründer der rechtskonservativen/nationalliberalen Vereinigung Stimme der Mehrheit. 2001 war er Unterzeichner des „Appells an die Bundeswehr: Gegen die Entlassung konservativer Soldaten“ im Fall des Oberleutnants der Reserve Götz Kubitschek, der in der Jungen Freiheit veröffentlicht wurde.

#### Referent und Publizist der extremen Rechten
Seit den 1990er Jahren pflegt Knütter enge Kontakte in „rechtsextreme Kreise“. So war er unter anderem Referent bei Organisationen am rechten Rand des politischen Spektrums wie der Gesellschaft für freie Publizistik (GfP), der Staats- und Wirtschaftspolitischen Gesellschaft (SWG), dem Studienzentrum Weikersheim (SZW), den Deutschen Konservativen, beim Cannstatter Kreis, der Zeitgeschichtlichen Forschungsstelle Ingolstadt (ZFI), bei der Landesgruppe NRW der Landsmannschaft Ostpreußen (LO), beim Verein zur Förderung der Psychologischen Menschenkenntnis (VPM), bei der Arbeitsgemeinschaft Junge Generation (AJG) beim Bund der Vertriebenen (BdV) und der Deutschen Burschenschaft (DB). Darüber hinaus publizierte er in oder stand folgenden rechtslibertären, rechtskonservativen oder rechtsextremen Organen als Interviewpartner zur Verfügung: eigentümlich frei, Europa Vorn, Deutschland-Magazin, Mut, Ostpreußenblatt, Criticón, TM - Transparenz der Medien, Burschenschaftliche Blätter, Zur Zeit, Die Aula, Der Republikaner und Zuerst!. Eine ständige Mitarbeit bestand bei der Jungen Freiheit.
Um die Vernetzung von radikalen Rechten bemüht, äußerte sich Knütter als Referent auf einer Veranstaltung am 3. Oktober 1995 sehr offen und unmissverständlich: „Was können wir tun? Wir sollten uns zusammenschließen. Ohne Berührungsängste. Diese Berührungsängste sind ja das Schlimmste. Der eine will nicht mit dem anderen, weil der eine zu extrem ist und der andere einer Sekte angehört. Dann der Dritte ist umstritten. Der Vierte ist von irgend welchen fragwürdigen Gerichtsurteilen her vorbestraft. Und daraus folgt, dass fünf Finger eben keine Faust sind. Die fünf Finger können einzeln gebrochen werden, die Faust nicht.“ (Tonbandmitschnitt; gesendet 1996 bei Report Baden-Baden)
1997 trat Knütter als Redner auf der Veranstaltung „Initiative 3. Oktober“, die als Zusammenschluss rechter Gruppierungen gilt, unter dem Motto Für eine gemeinsame deutsche Zukunft 1998 – Kein Euro, kein Maastricht Europa, keine Multikultur! auf. Auf dem Burschentag in Jena 1997 sprach Knütter über die Bewahrung der Werte „Ehre, Freiheit, Vaterland“ und forderte die Zuhörer auf, Einfluss vor allem auf die Burschenschafter unter den Politikern zu nehmen.
Die Aktivitäten Knütters waren Gegenstand des NRW-Verfassungsschutzes und führten zu mehreren Einträgen in dessen Jahresberichten. Dort wurde 2001 seine Tätigkeit für die Wochenzeitung Junge Freiheit erstmals behördlich festgehalten. Das Innenministerium des Landes Nordrhein-Westfalen gab 2003 die Broschüre Die Neue Rechte in Deutschland heraus, worin Knütter in diesem Zusammenhang insgesamt 19-mal erwähnt wurde.

#### Skandal um Nominierung auf Expertenliste der Republikaner
Knütter wurde 2000 durch die Landtagsfraktion der Republikaner als einer von neun Sachverständigen für das Thema „Ursachen und Entwicklung rechts- und linksextremer Straf- und Gewalttaten“ benannt. Robert Ruder (CDU), Vorsitzender des Innenausschusses des Landtags von Baden-Württemberg äußerte größte Bedenken hinsichtlich der Personalauswahl. Kurz vor Eröffnung der Sitzung zum Thema Extremismus des Innenausschusses stimmten die Landtagsfraktionen der CDU, FDP, Grünen und SPD geschlossen für eine Ausladung des angekündigten Referenten, da Knütter nach Angaben von Helmut Rannacher, Präsident des Landesamtes für Verfassungsschutz Baden-Württemberg, vom Verfassungsschutz als „Vordenker des Rechtsextremismus“ benannt wird, der „keine Berührungsängste gegenüber der rechtsextremistischen Szene“ habe. Der Fraktionschef der Republikaner Rolf Schlierer protestierte gegen die Entscheidung und warf den Fraktionen eine „Kampagne gegen Rechts“ vor. Die gesamte Fraktion verließ den Sitzungssaal. Knütter selbst sprach von einer „dummen und groben Einschränkung der Meinungsfreiheit“.

### Juristische Auseinandersetzungen

#### Juristische Auseinandersetzungen mit Studenten
Erste Auseinandersetzungen mit Studenten erfolgten 1968 zum Höhepunkt der Studenten-Bewegung, als der damalige Chefredakteur der offiziellen Studentenzeitung akut der Bonner Universität Knütter auf einer Vollversammlung nachsagte, er sei „didaktisch und wissenschaftlich unfähig“. Knütter ging vor Gericht. Das juristische Nachspiel für akut vor dem Bonner Amtsgericht endete in einem Vergleich.
Eine gerichtlich-polizeiliche Relevanz hatten die Vorgänge um den Satzungskonvent Ende 1971. 500 Studenten verhinderten die Abschaffung der Verfaßten Studentenschaft. Vom damaligen durch die „extreme Linke“ dominierten AStA als „Knütter-Dossiers“ bezeichnete Berichte fanden Einzug in die Ermittlungsakten des 14. Kommissariats (politische Polizei) der Bonner Kriminalpolizei. Knütter selbst fungierte als Belastungszeuge.
Auch eine 1972 von der Fachschaft Politische Wissenschaft anlässlich der Berufung Knütters veröffentlichte „Wissenschafts- und Seminarkritik“ nahm Knütter zum Anlass, gerichtlich gegen die Vorwürfe vorzugehen. Das Verfahren vor dem Bonner Amtsgericht wurde ergebnislos eingestellt. Die Vorwürfe lauteten unter anderem, dass Knütter den Stoff der Vorlesungen unzureichend beherrsche oder Unkenntnis in wissenschaftskonstituierender Fragestellung habe.
Im Dezember 1981 stellte Knütter gegen sechs Mitglieder der Fachschaft der Politischen Wissenschaft Strafanzeige wegen Nötigung und Hausfriedensbruchs; die Bonner Kriminalpolizei ermittelte. Im Rahmen von „Aktions- und Streikwochen gegen Sparmaßnahmen im Bildungsbereich“ versuchten die sechs Studenten während einer Seminarsitzung von Knütter eine Stellungnahme zum „Fall Plate“ zu erhalten. Hintergrund war die im Dezember 1981 ausgesprochene Ablehnung der Bewerbung von Reinhold Plate, einem Schüler von Jacobsen, als Lehrbeauftragter des Seminars. Die Ablehnung ging auf ein Dossier von Knütter zurück. Plate war elf Jahre zuvor in der Fachschaft aktiv und Mitglied der Sozialistischen Gruppe Bonn (SGB) gewesen, die 1971 mehrere Reporte gegen Knütter verfasste. Das Verfahren am Amtsgericht Bonn wurde 1982 ergebnislos eingestellt.

#### Unterlassungsklagen gegen Zeitungen und Zeitschriften
1993 ging Knütter gegen das Bonner Stadtmagazin Schnüss vor dem Amtsgericht Bonn vor. Dieses hatte behauptet, ein Bonner Neonazi habe im „Ost-West-Arbeitskreis“ von Knütter mitgewirkt. 1995 einigten sich beide Parteien auf einen Vergleich. Das Stadtmagazin verpflichtete sich, von der Behauptung der Teilnahme eines Neonazis am Ost-West-Arbeitskreises abzusehen und bei zukünftigen Veröffentlichungen darauf hinzuweisen, dass Knütter lediglich Mentor war und zu dieser Zeit von keinen sogenannten „Naziliederabenden“ wusste bzw. diese initiiert habe. Eine weitere angefochtene Formulierung: „Wo der Professor wirkt, sind Rechtsradikale nicht weit“ wurde jedoch nicht belangt.
Eine andere erfolglose zivilrechtliche Unterlassungsklage (Urteil, 1996) erging gegen die linke Bonner Studentenzeitung Lust, die Knütter 1993 als „ideologischen Brandstifter“ bezeichnet hatte.
Weiterhin konnte Knütter auch die Aussage, „in seiner Habilitationsschrift den Juden eine Mitschuld an ihrer Vernichtung“ zugewiesen zu haben, gerichtlich nicht belangen (siehe folgenden Kapitel Habilitationsschrift).

### Rezeption der Veröffentlichungen als Autor und Herausgeber

#### Dissertation: „Ideologien des Rechtsradikalismus im Nachkriegsdeutschland“
1961 veröffentlichte Knütter seine Dissertation Das Bild des Nationalsozialismus in der Publizistik der radikalen Rechten nach 1945. Eine Studie zum Problem der Kontinuität und Anpassung politischer Ideen (1960) unter dem Titel Ideologien des Rechtsradikalismus im Nachkriegsdeutschland. Eine Studie über die Nachwirkungen des Nationalsozialismus in der vom Historiker Max Braubach betreuten Schriftenreihe Bonner historische Forschungen.
Die Rechtsextremismusforscher Peter Dudek und Hans-Gerd Jaschke fassten später Knütters „Faktoren rechtsextremen Denkens“ zusammen: „Kultur- und Zivilisationskritik, Ablehnung des pluralistischen Denkens, Ablehnung des Individualismus, Betonung des Nationalen, Pflege militärischer Traditionen, völkisches Gedankengut, Neigung zu irrationaler Begründung politischen Handelns, Kompromißlosigkeit in Ideologie und politischer Praxis, Sendungsbewußtsein.“ Darüber hinaus zählte Knütter die „Erfahrung sozialer Deklassierung“ zum Bestandteil des Rechtsextremismus.
Aufgrund Knütters im Buch vertretener These „Da die heutigen Rechtsextremen zum überwiegenden Teil mit den Anhängern des Nationalsozialismus und der vornationalsozialistischen Rechten identisch und da ihre Anschauungen durch diese Identität bestimmt sind, deutet vieles darauf hin, daß sich das Problem in seiner heutigen Form mit dem Aussterben der Generation, die den Nationalsozialismus bewußt erlebt und bejaht hat, von selbst regeln wird.“ rechneten ihn Fachkollegen wie der Kölner Sozialwissenschaftler Christoph Butterwegge zu den konservativen Extremismusforschern.
Der Spiegel schrieb über Knütters Fazit: „Es gibt zwar keine Verschwörung von rechts, wohl aber eine Kontinuität der Nationalsozialistischen, teilweise der vornazistischen rechtsextremen Ideen, weil der Personenkreis, der heute vaterländische Zeitungen schreibt oder liest, das gleiche Geschäft schon vor 1945 betrieben hat.“ Der Zeit-Journalist Dietrich Strothmann, der selbst als Fachmann für Nationalsozialismus gilt, zählte das Buch 1968 gemeinsam mit entsprechenden Werken von Heinz Brüdigam und Manfred Jenke zu den „drei unersetzliche[n] Standardwerke[n]“.

#### Aufsatz: „Geistige Grundlagen und politische Richtung derDeutschen Nationalzeitung und Soldaten-Zeitung“
1964 erschien Knütters Abhandlung über die National-Zeitung in einem Sonderheft des Deutschen Gewerkschaftsbundes DGB. Knütter vertrat darin die Auffassung, dass die National-Zeitung „zweifellos verdienstvoll“ handeln würde, weil sie „berechtigte Interessen des deutschen Volkes“ wahrnehmen würde. Der Publizistikwissenschaftler Wilmont Haacke rezensierte die Abhandlung und beurteilte sie als eine „zu polemischen Zwecken verfasste Zusammenstellung“.

#### Habilitationsschrift: „Die Juden und die deutsche Linke in der Weimarer Republik 1918–1933“
Die ersten Kritiken an Knütters Positionen betrafen seine Habilitationsschrift Die Juden und die deutsche Linke in der Weimarer Republik 1918–1933 von 1971. Der in New York City lebende Fachkollege Ernst Hamburger, während des Nationalsozialismus im Exil, bezog sich auf den Schlusssatz dieser Arbeit „Die unaufhebbaren innerjüdischen Differenzen, die soziologisch-ideologisch bedingten Spannungen im Verhältnis zur Linken und die Stärke des deutschen Antisemitismus haben die Vernichtung der jüdischen Minderheit, die keine sein wollte, verursacht“, als er schrieb, dass Knütter mit diesem Fazit „die deutschen Juden der Eigenschuld an ihrer Vernichtung zieh“. Die Folgerungen Knütters, so Hamburger, gäben „Grund zu tiefer Sorge.“
Auch der Historiker Arnold Paucker, der eine Rezension für die Wochenzeitung Die Zeit schrieb und dem Knütter in der Vorbemerkung seines Werkes auch noch „besonderen Dank“ schuldete, empörte sich über Knütters Fazit: „Unverständlich und ganz abwegig“. Er kommentierte kritisch: „Auf breiter Quellenlage aufgebaut, war Knütters Projekt viel ambitiöser, aber bei dem Versuch, alles zu ergründen, ist ihm auch manches mißraten. Er hat alle sozialistischen Strömungen einbezogen, weithin dokumentarisches Brachland erschlossen und viele Kompromisse mit dem Zeitgeist aufgespürt. Der zweite Teil seiner Studie (Linke und Juden) hätte es verdient, auf die im Ausland befindlichen Archivbestände ausgedehnt und unter passenderem Titel ausgeweitet zu werden“ und „Manches ist da nicht sehr neu, oder es ist ungenügend durchschaut, auch sind gewisse Begriffsbestimmungen und Thesen äußerst anfechtbar.“
In der geschichtswissenschaftlichen Fachzeitschrift Archiv für Sozialgeschichte (AfS) erschien 1972 die Rezension des Historikers Jens Flemming. Er analysierte ambivalent: „Alles in allem bietet Knütters Arbeit – trotz häufig störender Wiederholungen und stellenweise fehlender inhaltlicher Systematik – einen flüssig geschriebenen und durchaus lesenswerten Beitrag, der sich vor allem durch die Aufarbeitung eines verstreuten, zeitgenössischen Materials auszeichnet, ohne freilich in jedem Fall umwälzend neue Aspekte und Denkanstöße zu geben.“

#### Themenfeld Politische Bildung
Bereits Anfang der 1970er Jahre arbeitete er den Professoren Bracher und Jacobsen das Kapitel „Politische Bildung“ in der vielbeachteten Bibliographie zur Politik in Theorie und Praxis zu. Der Luchterhand-Verlag betraute Knütter in dieser Zeit mit dem bibliographischen Teil seiner Zeitschrift Politische Bildung.
Er veröffentlichte in den nachfolgenden Jahren mehrere Schriften zur politischen Bildung unter Mitwirkung von Wissenschaftlern wie Peter Gutjahr-Löser, Heinrich Fisch und Friedrich Wilhelm Rothenpieler, die überwiegend bei der CSU-nahen Hanns-Seidel-Stiftung oder der Bundeszentrale für politische Bildung publiziert wurden.
1979 erschien Knütters Aufsatz Die pragmatische Wende im schulischen Politikunterricht. Darin beschrieb er die angestrebte Entpolitisierung und Entideologisierung der politischen Bildung hin zu einem pragmatischen Ansatz.

#### Thesenpapier zur Politikwissenschaft
Knütter veröffentlichte anlässlich des 25. Geburtstages des Bonner Seminars für Politische Wissenschaft 1984 das Thesenpapier Politikwissenschaft ist nur als Ergänzungsfach geeignet. Darin vertrat er die Meinung, dass das Studienfach Politikwissenschaft „künstlich aufgebläht“ sei. Er befürwortete eine Reduzierung auf die politische Bildung, mehr Praxisbezug im Curriculum und die Umstrukturierung des Ausbildungsgangs zum Neben- oder Ergänzungsfach. Er führte zur Entwicklung des Fachs nach 1945 aus: „Aber gerade diese sprunghafte Entwicklung ist der Politikwissenschaft nicht gut bekommen. Der Aufschwung erfolgte aus politischem Opportunismus. Die Bildungspolitiker, die das Fach förderten, erwarteten eine Festigung der Bundesrepublik, die Politikwissenschaft sollte dazu beitragen, die nationalsozialistische Vergangenheit zu bewältigen, den Kommunismus zu bekämpfen“. Laut dem General-Anzeiger habe Knütter im Papier die politische Zielverfolgung der Nachkriegszeit anerkannt, sehe aber die Politikwissenschaft im Hauptfach als Qualifikation „für gar nichts“. Dies löste eine breite Grundsatzdiskussion in der Professorenschaft aus. Die Bonner Fachkollegen Hans-Adolf Jacobsen, Karl Dietrich Bracher (sein Doktorvater) und Carl-Christoph Schweitzer traten Knütter wenig später mit einem eigenen Thesenpapier entschieden entgegen: Politikwissenschaft darf nicht mit einem Wissenschafts-Cocktail verwechselt werden. Darin machten sie deutlich, dass die Politikwissenschaft „eine international anerkannte wissenschaftliche Disziplin“ sei und weltweit „als eigenständiges Fach durch namhafte Gelehrte vertreten“ werde. Mit den richtigen Nebenfächern sei sie deshalb „sehr ernstzunehmen“.

#### Themenfeld Antifaschismus

##### Buch: „Kritik des Antifaschismus“
Ende der 1980er Jahre verlagerte Knütter seinen wissenschaftlichen Schwerpunkt auf die „Kritik des Antifaschismus“. Seine Grundthese dazu formulierte er 1987 in einem Aufsatz, der von dem Bundestagsabgeordneten Lorenz Niegel (CSU) an Mitglieder des Bundestages verteilt wurde: „An den Beginn setze ich die Behauptung, dass der Antifaschismus ein Grundwert der Bundesrepublik ist, der allerdings zunehmend durch die Art der Anwendung negative Wirkungen entfaltet, statt zu reinigen, die politische Atmosphäre vergiftet, so wie ein im Übermaß eingenommenes Medikament statt Heilung Krankheit bewirkt“. Diese Kernaussage wurde ein Jahr später in Knütters Criticón-Artikel CDU/CSU und Antifaschismus übernommen.
In einem späteren Vorwort der eigenen Abhandlung Kritik des Antifaschismus legte Knütter 1990 sein Ziel einer „Enttabuisierung des ‚Faschismus‘“ fest: „Die ‚Bibliographie zur Kritik des Antifaschismus‘ will weiterhelfen, indem sie für kritische Arbeiten Literatur anbietet. Sie dient der Enttabuisierung des ‚Faschismus‘ und der Kritik am Antifaschismus: Das bedeutet kritisch (also unterscheidend) darüber reden.“
Viele seiner laut Eike Hennig „Kampfschriften“ verlegte Knütter ab 1989 im Eigenverlag Werkstatt für politische und soziale Bildung. Er gab ihr den offiziösen Titel Studien und Berichte aus dem Seminar für politische Wissenschaft der Universität Bonn.

##### Buch: „Die Faschismuskeule – Das Letzte Aufgebot der Linken“
Knütter veröffentlichte 1993 in der von Rainer Zitelmann konstituierten Reihe Ullstein Report, in der Autoren die Möglichkeit gegeben werden sollte, ihre „moderat revisionistischen und nationalistischen Thesen“ zu veröffentlichen, das Buch Die Faschismuskeule – Das Letzte Aufgebot der Linken, das besonders in rechten Kreisen auf große Resonanz stieß. Knütters zentrale These ist die Forderung nach einem „Schlussstrich“ unter den nationalsozialistischen Teil der deutschen Geschichte, der es der Gesellschaft wieder erlauben würde, einen positiven Bezug zu „Volk“ und „Nation“ aufzubauen.
Für den Bonner General-Anzeiger rezensierte 1994 der Politikwissenschaftler und Zeithistoriker Manfred Funke, gleichsam Kollege und Professor am selben Seminar für Politische Wissenschaft wie Knütter, die Schrift, „die unmißverständlich für Antifaschismus eintritt, aber dabei gegen den linksextremistischen Etikettenschwindel mit diesem Begriff Front macht. Diesen Schwindel veranschaulicht Knütters Dokumentenauswahl im Anhang des neuen Ullstein-Reports, zu dessen Reißer-Titel die jüngsten Antifa-Wortkeulen an Häuserwänden und in anonymen Flugblättern Extremismus der Mitte den Verlag angeregt haben mögen. Knütter jedenfalls nennt Roß und Reiter mit 200 Belegstellen. Er will warnen vor jenem Antifaschismus, der in Wahrheit nichts anderes sei als die Recycling-Version des totalitären Sozialismus von gestern.“
Der Politikwissenschaftler Norbert Reichling hingegen fasste die publizistischen Aktivitäten Knütters bezüglich des Themenfeldes Antifaschismus 1993 wie folgt zusammen: „Ungeachtet aller verquetschten Dementis, der Rechtsextremismus solle nicht kleingeredet werden, trägt Knütter durch seine Publikationen gezielt zur Eingemeindung rechtsradikaler Argumente in den Kreis demokratischer Positionen bei.“
Für den Politikwissenschaftler Tim Peters, der über Antifaschismus promovierte, sind Knütters Studien kenntnisreich, aber auch kritisch und teilweise polemisch. Zur Entwicklung seiner Publikationen führte er 2006 aus: „Knütter galt noch Anfang der neunziger Jahre als profilierter konservativer Vertreter der streitbaren Demokratie […] Heute fallen die von ihm herausgegebenen Publikationen sehr kritisch in ihrem Urteil über die Praxis der streitbaren Demokratie aus – und lassen vielfach die gebotene Distanz zum Extremismus von rechts vermissen.“

#### Themenfeld Linksextremismus

##### Webseite: „links-enttarnt.net“
Knütter betrieb zwischen 2000 und 2020 die Website „links-enttarnt.net“, die aus seiner Sicht linksextremistische Aktivitäten dokumentiert und dem Vertrieb seiner Publikationen dient. Nach Knütter umfasst der Linksextremismus abweichend von der in den deutschsprachlichen Ländern üblichen Definition weitere gesellschaftliche Gruppen: „Der Linksextremismus umfasst europaweit und besonders in Deutschland ein Spektrum von gewaltbereiten ‚Autonomen‘ bzw. radikalen ‚Antifaschisten‘, bis hin zu gesellschaftlich etablierten Parteien und Organisationen, wie etwa Gewerkschaften und Medien.“ Unter den in einer Chronik aufgezählten „linksextremen Ereignissen“ wurde beispielsweise die Ausstellung des NS-Dokumentationszentrums der Stadt Köln genannt, die den Titel trug: „Besondere Kennzeichen: Neger. Schwarze im NS-Staat.“ Knütter verweist auf seiner Webseite vielfach auf Publikationen der Neuen Rechten; Autoren wie Stefan Winckler (Deutschfeindlichkeit als Ideologieersatz des Linksextremismus) werden referiert.
Laut einem Interview mit dem Deutschland-Magazin von 2001 fehlten ihm in Verfassungsschutzberichten die Erwähnung der „SPD-Jugendorganisation Jusos, einzelne Gewerkschaften und ‚linksextrem ausgerichtete Teile der evangelischen Kirche‘“. Bei den Grünen sah er „mindestens partiell de[n] Vorwurf des Extremismus gerechtfertigt“.

##### Buch: „Handbuch des Linksextremismus“
In seinem mit dem Politikwissenschaftler Stefan Winckler herausgegebenen Handbuch des Linksextremismus. Die unterschätzte Gefahr, das 2002 im ultrarechten Leopold Stocker Verlag in Graz erschien, stellten die Autoren eine Chronik des Linksextremismus von 1968 bis 1999 zusammen. Dabei ging es um Gewalttaten und den von ihm so beschriebenen Extremismus von links in verschiedenen gesellschaftlichen Bereichen, bei der Partei des Demokratischen Sozialismus (PDS) und im Nachbarland Österreich. Knütter stellte darin die These auf, „die Aktivitäten des gewaltbereiten und antidemokratischen Linksextremismus“ würden, anders als die „demokratisch-rechten und extremistischen Positionen“, von der breiten Öffentlichkeit nicht ausreichend beachtet. Hauptziel dieses Linksextremismus sei die Verwandlung der freiheitlich-demokratischen Grundordnung in eine „antifaschistisch-volksdemokratische“ Ordnung.
Durchweg positiv wurde das Handbuch 2003 von dem in der Neuen Rechten verorteten Juristen Josef Schüßlburner in der Wochenzeitung Junge Freiheit, für die Knütter selbst als Autor tätig ist, aufgenommen.
Für die Tageszeitung Die Welt rezensierte der Theologe und Journalist Guido Heinen das Buch: Das Handbuch werde „seinem selbst gesetzten Anspruch nur zu – freilich großen – Teilen gerecht. Ein ‚Handbuch‘ einer sich selbst als bunt, vielschichtig und teilweise ‚autonom‘ bezeichnenden politischen Strömung vorzulegen, ist nicht leicht – und manche Autoren erliegen der Versuchung, die ausdifferenzierte politische Landschaft des Linksextremismus allzu homogen und vereinfacht zu sehen. Grundsätzlich bietet das Handbuch mehrere wichtige, zum Teil auch wirklich neue Beiträge zum Thema. […] Leider weist der Band auch Lücken auf, die auf eine erratische Themenfindung schließen lassen. So bleiben die Umweltbewegung und die städtischen Autonomen fast ausgeblendet. Und es fehlt – unverzeihlich in diesen Zeiten – ein analytisch tiefer gehender Blick auf linksextreme Strömungen unter Globalisierungsgegnern.“
Der Politikwissenschaftler und Extremismusexperte Armin Pfahl-Traughber bewertete das Buch als „ideologielastig und oberflächlich“. Jens Zimmermann vom Duisburger Institut für Sprach- und Sozialforschung kommentierte Buchauszüge als „Ein […] Räsonieren über Infiltration, das Betreiben von Tatsachenfetischismus und die Revolte gegen die ‚gesteuerte Meinung‘ sind feste Bestandteile verschwörungstheoretischer Deutung gesellschaftlicher Prozesse.“ Spätestens mit der Veröffentlichung dieser Publikation geriet er nach Meinung der Publizisten Markus Möhr und Hartmut Rübner bei den Herausgebern Jesse und Backe vom Jahrbuch Extremismus & Demokratie in „Misskredit“.

#### Themenfeld Verfassungsschutz

##### Buch: „Der Verfassungsschutz“
Ab den 2000er Jahren widmete sich Knütter, der sich nunmehr nicht nur von der politischen Linken diffamiert sieht, sondern auch staatlicherseits verfolgt glaubt, zunehmend dem Themenfeld Verfassungsschutz. Nach seiner positiven Rezension 1999 des Buches Der Verfassungsschutz. Organisation, Skandale, Spitzel des rechtsextremen Publizisten Claus Nordbruch in der Jungen Freiheit verfasste Knütter zusammen mit Stefan Winckler im Jahr 2000 ein eigenes Werk unter dem Titel Der Verfassungsschutz. Auf der Suche nach dem verlorenen Feind.
In einem Beitrag zu 50 Jahre Verfassungsschutz im Deutschlandfunk wurde das Buch rezensiert: Den Autoren, so Horst Meier, fehle „nicht selten die für ein sinnvolles Urteil nötige Distanz zum Thema“. Herausgeber und Autoren hätten ein schlichtes Problem: „Sie stören sich vor allem daran, dass der ‚erhabene Gedanke des Verfassungsschutzes‘ gegen die falschen Leute, das heißt gegen rechts, ‚missbraucht‘ werde.“ Meier kritisierte auch „schlimme Entgleisungen“, wie etwa die von Josef Schüßlburner, der im Buch Adolf Hitler als Mann einer „gewissermaßen alternativen ‚Mitte‘“ bezeichnete.
Der Politikwissenschaftler Andreas Klump nahm ebenfalls Bezug auf das Buch des in seinen Augen „unverständlicherweise mittlerweile im Kielwasser des Rechtsextremismus schwimmenden“ Knütter: Er sehe, „unter Hinzunahme verschwörungsideologischer Chiffren und bizarrer politischer Lagebeurteilungen, das Aufkommen der öffentlichen Sektendiskussion in einer Verzweiflung der politischen Linken begründet.“

##### Knütter-Gutachten über die Burschenschaft Danubia München
Im Verfassungsschutzbericht des Freistaats Bayern von 2002 wurde Knütter im Zusammenhang mit der Erstellung eines Gutachtens für die Burschenschaft Danubia München thematisiert. In diesem Gutachten verteidigte Knütter die Burschenschaft gegen den Vorwurf des Rechtsextremismus und der Verfassungsfeindlichkeit durch das bayerische Innenministerium und sprach sie von den Vorwürfen frei. Die Behörde ihrerseits kam zu dem Schluss, dass der Gutachter „seine vorgetäuschte Neutralität endgültig“ aufgebe und sich die Position des Auftraggebers zu eigen mache.

##### Buch: „Was der Verfassungsschutz verschweigt“
Zusammen mit Josef Schüßlburner gab Knütter 2007 beim neurechten Institut für Staatspolitik (IfS) das Buch Was der Verfassungsschutz verschweigt. Bausteine für einen alternativen Verfassungsschutz-Bericht heraus. Eine wohlwollende Rezension erfolgte 2007 durch den Redakteur Felix Krautkrämer in der dem IfS durch personelle Überschneidungen nahestehenden Wochenzeitung Junge Freiheit. Armin Pfahl-Traughber kommentierte hingegen Knütters „abstrusen“ Ansatz über einen „von links infiltrierten Verfassungsschutz“ als befremdlich, und Knütters Schüler Lars Normann zitierend, ebenso wie seine „fast hysterisch anmutende […] Jagd auf Linke“.

## Schriften (Auswahl)

### Autorenschaft
- Ideologien des Rechtsradikalismus im Nachkriegsdeutschland. Eine Studie über die Nachwirkungen des Nationalsozialismus (= Bonner historische Forschungen, Band 19 / Das Bild des Nationalsozialismus in der Publizistik der radikalen Rechten nach 1945. Eine Studie zum Problem der Kontinuität und Anpassung politischer Ideen. Dissertation, Universität Bonn, 1960). Röhrscheid, Bonn 1961.
- Die Deutsche Nationalzeitung und Soldaten-Zeitung 1965/1966. Eine Dokumentation. Deutscher Gewerkschaftsbund, Düsseldorf 1966.
- Bonner Studenten über ihre Wohnheime. Eine Untersuchung der inneren Struktur von 7 Wohnheimen in Bonn. Deutsches Studentenwerk, Bonn 1967.
- Die Juden und die deutsche Linke in der Weimarer Republik. 1918–1933 (= Bonner Schriften zur Politik und Zeitgeschichte, 4 / Habilitation, Universität Bonn, 1971). Droste Verlag, Düsseldorf 1971, ISBN 3-7700-0271-7.
- mit Peter Gutjahr-Löser: Der Streit um die politische Bildung: Was man von Staat und Gesellschaft wissen und verstehen sollte. Olzog, München 1975, ISBN 3-7892-7213-2.
- mit Ursula Benedix: Ihr Kind – morgen ein fanatischer Klassenkämpfer. Der Einfluß der Konfliktpädagogik auf Elternhaus und Schule. Union Betriebs-Gesellschaft, Bonn 1975.
- mit Gabriele Hess-Daniel: Schulbücher. Synopse der in allen Bundesländern zugelassenen Unterrichtsmaterialien für den sozialwissenschaftlichen Unterricht (Politik, Soziologie, Ökonomie) an Hauptschulen, Realschulen, Gymnasien 1974–1976/77. Ergänzt um einen Kriterienkatalog zur Analyse sozialwissenschaftlicher Schulbücher. Bund Freiheit der Wissenschaft, Bonn 1977.
- Die politische Ordnung in der Bundesrepublik Deutschland (= Arbeitsmaterialien für den politischen Unterricht: Sekundarstufe I, 5,1). Oldenbourg, München 1977, ISBN 3-486-14091-4.
- mit Heinrich Fisch, Christoph Rothkegel: Sozialwissenschaften. Ein Lese- und Arbeitsbuch für die Sekundarstufe II (= Arbeitsmaterialien für den politischen und sozialwissenschaftlichen Unterricht für die Sekundarstufe II). Band 1, Oldenbourg, München 1980, ISBN 3-486-14221-6 / Band 2, Oldenbourg, München 1985, ISBN 3-486-14951-2.
- mit Heinrich Fisch: Freiheit? Aber sicher! Wege zur wehrhaften Demokratie (= Texte zur inneren Sicherheit). Bundesminister des Innern, Bonn 1985.
- Bibliographie zur politischen Bildung: Theorie, Methodik, Didaktik. Bundeszentrale für Politische Bildung, Bonn 1985, ISBN 3-923423-43-8.
- mit Edda Hanisch, Barbara Könitz: Die Deutschen und die deutsche Frage (= Deutschlandpolitik, 2). Herausgegeben vom Bund der Vertriebenen, Bonn 1985.
- Das Kriegsende in Stralsund und Rügen 1945. Heimatkreis der Hansestadt Stralsund unter der Patenschaft der Stadt Burg auf Fehmarn, Burg auf Fehmarn 1986.
- Hat der Rechtsextremismus in der Bundesrepublik Deutschland eine Chance? Osang, Bonn 1988.
- Deutschfeindlichkeit. Gestern, heute und morgen …? (= Blaue aktuelle Reihe, Band 20). Mut-Verlag, Asendorf 1991, ISBN 3-89182-045-3.
- mit Regina Pohl: Demokratie (= Informationen zur politischen Bildung, 165). Herausgegeben von der Bundeszentrale für Politische Bildung, Franzis, München 1992.
- Die Faschismus-Keule. Das letzte Aufgebot der deutschen Linken (= Ullstein-Report, 36618). 2. Auflage, Ullstein, Frankfurt/M. 1994, ISBN 3-548-36618-X.
- Das Knütter-Gutachten. Zum Vorwurf des Rechtsextremismus und der Verfassungsfeindlichkeit gegen die Münchener Burschenschaft Danubia. Burschenschaft Danubia, München 2002 (PDF).
- Ein Gespenst geht um in Deutschland. Erich Honecker „lebt“. Deutschland driftet nach links! Dossier. Mit einem Vorwort von Heinrich Lummer. Herausgegeben von Die Deutschen Konservativen, Hamburg 2008.
- Antifaschismus. Der geistige Bürgerkrieg (= Sonderausgabe des Deutschland-Magazin). Mit einem Vorwort von Heinrich Lummer. Herausgegeben von Die Deutschen Konservativen, Hamburg 2010.

### Herausgeberschaft
- mit Peter Gutjahr-Löser: Die realistische Wende in der politischen Bildung (= Berichte und Studien der Hanns-Seidel-Stiftung, Band 18). Olzog, München 1979, ISBN 3-7892-9836-0.
- mit Peter Gutjahr-Löser, Friedrich Wilhelm Rothenpieler: Theodor Litt und die politische Bildung der Gegenwart (= Berichte und Studien der Hanns-Seidel-Stiftung, Band 31). Olzog, München 1981, ISBN 3-7892-9876-X.
- Politische Bildung in der Bundesrepublik Deutschland (= Schriftenreihe der Bundeszentrale für politische Bildung, Band 222). Bundeszentrale für Politische Bildung, Bonn 1984, ISBN 3-923423-27-6.
- Die Verfassungsordnung der Bundesrepublik Deutschland zwischen Anfechtung und Bewährung (= Sozialwissenschaftliche Materialien). Klett, Stuttgart 1984, ISBN 3-12-435800-7.
- Bibliographie zur politischen Bildung. Theorie – Methodik – Didaktik (= Schriftenreihe der Bundeszentrale für politische Bildung, Band 234). Bundeszentrale für politische Bildung, Bonn 1985, ISBN 3-923423-43-8.
- mit Manfred Funke, Hans-Adolf Jacobsen und Hans-Peter Schwarz: Demokratie und Diktatur. Geist und Gestalt politischer Herrschaft in Deutschland und Europa. Festschrift für Karl Dietrich Bracher (= Schriftenreihe der Bundeszentrale für politische Bildung, Band 250). Droste Verlag, Düsseldorf 1987, ISBN 3-7700-0730-1.
- Was heißt und zu welchem Ende studiert man heute eigentlich Politikwissenschaft? Studium und Beruf der Politikwissenschaftler der Universität Bonn. Aus Anlaß des dreißigjährigen Bestehens des Seminars für Politische Wissenschaft der Universität Bonn (= Studien und Berichte aus dem Seminar für Politische Wissenschaft der Universität Bonn, Nr. 1). Werkstatt für Politische und Soziale Bildung, Bornheim 1989.
- Kritik des Antifaschismus (= Studien und Berichte aus dem Seminar für Politische Wissenschaft der Universität Bonn, Nr. 2). Werkstatt für Politische und Soziale Bildung, Bornheim 1990.
- mit Bernhard Rabert: Der Wandel in Südafrika und die internationale Lage (= Studien und Berichte aus dem Seminar für Politische Wissenschaft der Universität Bonn, Nr. 4). Werkstatt für Politische und Soziale Bildung, Bornheim 1992.
- mit Gabriela Knütter, Bernhard Rabert: Südafrika nach der Apartheid – vom Konflikt zum Dialog (= Studien und Berichte aus dem Seminar für politische Wissenschaft der Universität Bonn, Nr. 5). Werkstatt für Politische und Soziale Bildung, Bornheim 1993.
- Europa ja – aber was wird aus Deutschland? Auf dem Weg ins 21. Jahrhundert (= Veröffentlichungen der Stiftung Kulturkreis Zweitausend, Band 12). Hohenrain-Verlag, Tübingen 1998, ISBN 3-89180-053-3.
- mit Stefan Winckler: Der Verfassungsschutz. Auf der Suche nach dem verlorenen Feind. Universitas Verlag, München 2000, ISBN 3-8004-1407-4.
- mit Stefan Winckler: Handbuch des Linksextremismus. Die unterschätzte Gefahr. Leopold Stocker Verlag, Graz [u. a.] 2002, ISBN 3-7020-0968-X.
- mit Josef Schüßlburner: Was der Verfassungsschutz verschweigt. Bausteine für einen Alternativen Verfassungsschutz-Bericht. Institut für Staatspolitik, Schnellroda 2007, ISBN 3-939869-51-1.

### Beiträge in Sammelbänden
- Extreme Rightism. In: Walter Stahl (Hrsg.): The politics of postwar Germany. Mit einem Vorwort von Norbert Mühlen. Atlantik-Brücke, Hamburg 1963, S. 213–232.
- Die Linksparteien. In: Werner E. Mosse (Hrsg.): Entscheidungsjahr 1932. Zur Judenfrage in der Endphase der Weimarer Republik. Ein Sammelband (= Schriftenreihe wissenschaftlicher Abhandlungen des Leo Baeck Instituts, 13). 2. Auflage, Mohr (Siebeck), Tübingen 1966, S. 323–345.
- „Nein – aber…“ zur Wiederbewaffnung. In: Carl-Christoph Schweitzer (Hrsg.): Eiserne Illusionen. Wehr- und Bündnisfragen in den Vorstellungen der extremen Rechten nach 1945. Markus-Verlag, Köln 1969, S. 51–83.
- Zur Vorgeschichte der Exilsituation. In: Manfred Durzak (Hrsg.): Die deutsche Exilliteratur 1933–1945. Reclam, Stuttgart 1973, ISBN 3-15-010225-1, S. 27–39.
- Politische Bildung. In: Karl Dietrich Bracher, Hans-Adolf Jacobsen (Hrsg.): Bibliographie zur Politik in Theorie und Praxis (= Bonner Schriften zur Politik und Zeitgeschichte, Band 8). Ergänzungsband: Auswahl aus der von Juni 1969 bis Oktober 1972 erschienenen Literatur und Nachträge. Droste, Düsseldorf 1973, ISBN 3-7700-0336-5, S. 160 ff.
- Politischer Extremismus an den Hochschulen. In: Manfred Funke: Extremismus im demokratischen Rechtsstaat. Ausgewählte Texte und Materialien zur aktuellen Diskussion (= Schriftenreihe der Bundeszentrale für politische Bildung, Band 122). Droste, Düsseldorf 1978, ISBN 3-7700-0470-1, S. 225–244.
- Schulbuchanalyse. Intention und Kriterien eines fachspezifischen Fragenkatalogs. In: Gerd Stein (Hrsg.): Schulbuch-Schelte als Politikum und Herausforderung wissenschaftlicher Schulbucharbeit. Analysen und Ansichten zur Auseinandersetzung mit Schulbüchern in Wissenschaft, pädagogischer Praxis und politischem Alltag. Klett-Cotta, Stuttgart 1979, ISBN 3-12-926921-5, S. 165–172.
- Hinführung der Jugend zur politischen Verantwortung und zu politischem Engagement? 2. Bundeskongreß für politische Bildung Berlin 1984. In: Kurt Franke: Jugend, Politik und politische Bildung. VS Verlag für Sozialwissenschaften, Wiesbaden 1985, ISBN 978-3-8100-0559-5, S. 243–246. doi:10.1007/978-3-322-97173-9_24
- Die Weimarer Republik in der Klammer von Rechts- und Linksextremismus. In: Karl Dietrich Bracher, Manfred Funke, Hans-Adolf Jacobsen (Hrsg.): Die Weimarer Republik. 1918–1933. Politik, Wirtschaft, Gesellschaft (= Bonner Schriften zur Politik und Zeitgeschichte, Band 22 / Schriftenreihe der Bundeszentrale für politische Bildung, Band 251). Droste, Düsseldorf 1987, ISBN 3-7700-0751-4, S. 387–406.
- Ernst Moritz Arndt und Vorpommern. In: Hans Rothe (Hrsg.): Ostdeutsche Geschichts- und Kulturlandschaften (= Studien zum Deutschtum im Osten, Heft 19). Teil 3: Pommern. Böhlau, Köln [u. a.] 1988, ISBN 3-412-00988-1, S. 153–174.
- Der Totalitarismus in der schulischen und außerschulischen politischen Bildung. In: Konrad Löw (Hrsg.): Totalitarismus (= Schriftenreihe der Gesellschaft für Deutschlandforschung, Band 23). Berlin 1988, ISBN 3-428-06452-6, S. 28–43.
- Internationale Antifaschismuskampagnen und ihre Rückwirkungen auf die Bundesrepublik Deutschland. In: Bundesminister des Innern (Hrsg.): Bedeutung und Funktion des Antifaschismus (= Texte zur Inneren Sicherheit). Bundesminister des Innern, Bonn 1990, S. 83–111.
- Rationalität in unserer Zeit – ein Beitrag zur Ortsbestimmung in der Gegenwart. In: Siegfried Schiele, Herbert Schneider (Hrsg.): Rationalität und Emotionalität in der politischen Bildung (= Didaktische Reihe der Landeszentrale für politische Bildung Baden-Württemberg). Metzler, Stuttgart 1991, ISBN 3-476-30343-8, S. 25–36.
- Sozialpsychologie des Antifaschismus. In: Hans Filbinger, Heinz Karst (Hrsg.): Identität und Zukunft der Deutschen. Klaus Hornung zum 65. Geburtstag (= Europäisches Forum, Band 8). Lang, Frankfurt am Main [u. a.] 1992, ISBN 3-631-44939-9, S. 67–77.
- Der Verfassungsgrundsatz der „streitbaren Demokratie“. In: Bundesminister des Innern (Hrsg.): Schutz der Demokratie (= Texte zur inneren Sicherheit), Bundesminister des Innern, Bonn 1992, S. 51–75.
- Die Entwicklung des Rechtsextremismus in Deutschland – Historische, gesellschaftliche und psychologische Bedingungen seines Entstehens. In: Bundesminister des Innern (Hrsg.): Extremismus und Gewalt (= Texte zur Inneren Sicherheit). Band 1, Bundesminister des Innern, Bonn 1993, S. 7–34.
- Deutschfeindlichkeit im westlichen Ausland. In: Rainer Zitelmann, Karlheinz Weißmann, Michael Großheim (Hrsg.): Westbindung. Chancen und Risiken für Deutschland. Propyläen, Frankfurt am Main [u. a.] 1993, ISBN 3-549-05225-1, S. 421–437.
- Antifaschismus. In: Rainer Eppelmann, Horst Möller, Günter Nooke, Dorothee Wilms (Hrsg.): Lexikon des DDR-Sozialismus. Das Staats- und Gesellschaftssystem der Deutschen Demokratischen Republik (= Studien zur Politik, Band 29). Schöningh, Paderborn [u. a.] 1996, ISBN 3-506-79329-2, S. 54–58.
- mit Sebastian Prinz: Gewerkschaften und Linksextremisten. Politische Kampagnen und Politisierung der Betriebe. Arnd Klein-Zirbes, Stefan Winckler (Hrsg.): Zukunftsmodell Soziale Marktwirtschaft. Stimme der Mehrheit. Mit einem Vorwort von Roland Koch. Aton Verlag, Unna 2002, ISBN 3-9807644-4-3, S. 171–183.
- Ein neues Bild von der deutschen Geschichte Geschichtspolitik und Konservativismus. In: Albrecht Jebens (Hrsg.): Eine Feder für Deutschland. Festschrift für Rolf Kosiek (= Veröffentlichungen der Stiftung Kulturkreis Zweitausend. Band 25). Hohenrain-Verlag, Tübingen 2014, ISBN 978-3-89180-142-0, S. 163 ff.

### Nachschlagewerke
- Norbert Beleke (Hrsg.): Wer ist wer? Das deutsche Who's Who. 45. Ausgabe 2006/2007, Schmidt-Römhild, Lübeck 2006, ISBN 978-3-7950-2042-2, S. 708.
- Werner Schuder (Hrsg.): Kürschners Deutscher Gelehrten-Kalender. Band 3, 18. Ausgabe, Saur, München 2001, ISBN 3-598-23603-4, S. 1616.

### Aufsätze und Beiträge
- Ines Aftenberger: Die Neue Rechte und der Neorassismus (= Universität Graz: Reihe Habilitationen, Dissertationen und Diplomarbeiten, Band 14). Leykam, Graz 2007, ISBN 978-3-7011-0088-0, S. 233.
- Martin Dietzsch, Anton Maegerle: „Anti-Antifa“ – einigendes Band von Neonazis bis zur Intellektuellen Rechten (Absatz: Anti-Antifa „neurechts“ und rechtskonservativ bis Ende). Duisburger Institut für Sprach- und Sozialforschung, September 1996.
- Eike Hennig: Regierungsfähigkeit um jeden Preis? Opposition ohne Perspektive. In: Vorgänge. Zeitschrift für Bürgerrechte und Gesellschaftspolitik 121 (1993) 1, S. 40–45.
- Norbert Reichling: Der Antifaschismus als Grundtorheit unserer Epoche? Zu Risiken und Nebenwirkungen der „wehrhaften Demokratie“. In: Vorgänge. Zeitschrift für Bürgerrechte und Gesellschaftspolitik 124 (1993) 4, S. 38–53 (online).
- Samuel Salzborn: Unterwegs in deutscher Mission. Randnotizen zum Wirken eines rechten Emeritus. In: Christoph Butterwegge, Gudrun Hentges (Hrsg.): Alte und neue Rechte an den Hochschulen (= Agenda Politik, 19). Agenda-Verlag, Münster 1999, ISBN 3-89688-060-8, S. 214–217.

### Drucksache
- Antwort der Bundesregierung auf die Kleine Anfrage der Abgeordneten Ulla Jelpke und der Gruppe der PDS. Deutscher Bundestag, 13. Wahlperiode, Drucksache 13/7380 vom 8. April 1997. In: Deutscher Bundestag (Hrsg.): Verhandlungen des Deutschen Bundestages, Drucksachen, Band 577, S. 145 ff. (online).

## Reportagen
- Thomas Leif, Stefan Rocker (Redaktion): Medienhatz. Report Baden-Baden (Südwestfunk), 28. Oktober 1996.
- Anton Maegerle, Ariane Reimers, Volker Steinhoff (Redaktion): Vertuschen und verdrängen – Rechtsradikale in der CDU. Panorama (NDR), 6. Juni 2002.
- Ariane Reimers, Volker Steinhoff (Redaktion): Tabubruch mit Vorsatz – Die Inszenierungen des Roland Koch. Panorama (NDR), 19. Dezember 2002.
- Ariane Reimers, Volker Steinhoff (Redaktion): Heuchelei um Hohmann – Weitere Rechtsradikale in der CDU. Panorama (NDR), 13. November 2003.